# Bergunya
Bergunya es un cultivar de higuera de tipo higo común Ficus carica, unífera de higos de epidermis con color de fondo verde oscuro con sobre color morado. Se cultiva en la colección de higueras de Montserrat Pons i Boscana en Llucmajor, Islas Baleares.

## Sinonimia
- „D'en Bergunya“ en Llucmajor, Islas Baleares.[3][5][6]

## Historia
Actualmente la cultiva en su colección de higueras baleares Montserrat Pons i Boscana, rescatada de un ejemplar o higuera madre en Estellenchs del cual Mateu Riera donó unos esquejes.
Esterlich piensa que la variedad 'Bergunya' es un sinónimo de 'Hivernenca' con la que presenta gran parecido.
La variedad 'Bergunya' es originaria de Bañalbufar y en esta zona se pueden observar ambas variedades 'Bergunya' e 'Hivernenca' y ver las diferencias que presentan en sus descriptores tal como los frutos (la forma aperada del fruto y sus pesos), las hojas ('Hivernenca' mayoría de 3 lóbulos 90%, en 'Bergunya' mayoría de 5 lóbulos 95%), y por sus caracteres agronómicos y biológicos.

## Características
La higuera 'Bergunya' es una variedad unífera de tipo higo común. Árbol de gran desarrollo, buen porte y copa altiva, ramaje claro con moderado follaje. Sus hojas con 5 lóbulos (95%) tienden a ser mayoritarias, y 3 lóbulos (<5%). Sus hojas con dientes presentes y márgenes serrados. 'Bergunya' tienen poco desprendimiento de higos teniendo una producción media de higos. La yema apical es cónica de color verde blanquecino.
Los higos 'Bergunya' son higos piriformes, que presentan unos pocos frutos de unos 24,2 gramos en promedio, de epidermis delgada de color de fondo verde oscuro con sobre color morado con gran variabilidad de coloraciones. Ostiolo de 0 a 1 mm con escamas pequeñas oscuras. Pedúnculo de 2 a 4 mm cilíndrico verde claro. Grietas longitudinales gruesas. Costillas poco marcadas. Con un ºBrix (grado de azúcar) de 26, sabor dulce, con firmeza media, con color de la pulpa rojo oscuro. Con cavidad interna pequeña y una gran cantidad de aquenios medianos. Son de un inicio de maduración sobre el 17 de septiembre al 23 de octubre y de producción media. Son resistentes a la lluvia.
Buena para higo fresco. Buena facilidad de pelado, y fácil abscisión del pedúnculo. Muy resistente a los accidentes climáticos.

## Cultivo
'Bergunya', es una variedad reconocida por sus excelentes cualidades gustativas, siendo para  consumo humano en fresco. Se está tratando de recuperar de ejemplares cultivados en la colección de higueras baleares de Montserrat Pons i Boscana en Llucmajor.